# Robert Maurice Conly
Robert Maurice Conly (* 1920; † 1995 Waikanae) war Designer von Münzen und Briefmarken in Wellington, Neuseeland. Als Maler ist er bekannt durch seine Motive aus der Antarktis.

## Leben
Conly stammt aus Dunedin im Süden der Südinsel von Neuseeland und wurde dort am 4. Mai 1920 geboren. Er war Pilot in der Royal New Zealand Air Force von 1941 bis 1946 und danach Air Force Reservist ab 1954. 1974 gewann er die Auszeichnung "Antarctic Arts Fellow" unter dem "Artists to Antarctica" Programm. Er verstarb am 10. August 1995.

## Münzen
Ab 1990 wurde eine neue 20-Cent-Münze eingeführt, mit dem von Conly stammenden Entwurf der Rückseite dieser Münze. Sie zeigt eine Māori-Schnitzerei von Pukaki, einem Häuptling des Ngati-Whakaue-Stammes.
Zudem entwarf er noch die neuen Ein- und Zwei-Dollar-Münzen. Sie wurden 1991 in Neuseeland als Zahlungsmittel eingeführt und ersetzten die bis dahin geltenden 1-Dollar- und 2-Dollar-Banknoten. Die 1-Dollar-Münze zeigt den von Conly entworfenen Kiwi, den Nationalvogel Neuseelands. Die 2-Dollar-Münze zeigt den Kotuku oder auch White Heron genannten seltenen Vogel, der eine hohe Bedeutung in der Mythologie der Māori besitzt.

## Briefmarken
Briefmarken entwarf er sowohl für Neuseeland und für die Länder Tokelau, Ross Dependency, Niue und die Cook-Inseln.